# Köhler’s Medizinal-Pflanzen
Köhler’s Medizinal-Pflanzen («Лекарственные растения Кёлера») — атлас лекарственных растений с иллюстрациями и краткими пояснениями, один из наиболее известных справочников по лекарственным растениям конца XIX века.
Полный заголовок атласа на немецком языке — «Köhler’s Medizinal-Pflanzen in naturgetreuen Abbildungen mit kurz erläuterndem Texte. Atlas zur Pharmacopoea germanica, austriaca, belgica, danica, helvetica, hungarica, rossica, suecica, Neerlandica, British pharmacopoeia, zum Codex medicamentarius, sowie zur Pharmacopoeia of the United States of America».
В трёх томах атласа содержится около четырёхсот цветных ботанических иллюстраций лекарственных растений. Наряду с изображениями растений, атлас включает подробные ботанические описания и фитотерапевтические сведения о медицинской эффективности этих растений. Высококачественные хромолитографии точно передают детали растений и отражают характерные признаки соответствующих видов. Считается, что эта книга — лучшее собрание ботанических иллюстраций лекарственных растений.
Трёхтомное издание публиковалось ботаническим издательством Франца Кёлера (нем. Franz Eugen Köhler) «Gera-Untermhaus» в Гере в период с 1883 по 1914 годы.
Первый том с 84 цветными иллюстрациями и пояснениями к ним вышел в 1887 году.  Второй том с цветными иллюстрациями с 85 по 194 и пояснительными текстами вышел в 1889 году. Последний третий том с более чем 80 цветными иллюстрациями и пояснительными текстами вышел в 1898 году.
Издатель справочника Франц Кёлер не был автором или иллюстратором данной работы.
Издание было основано на работе немецкого врача и химика Германа Адольфа Кёлера (нем. Hermann Adolph Köhler, 1834—1879), после смерти которого первые два тома были доработаны ботаником Густавом Пабстом (нем. Gustav Pabst).
Художники-иллюстраторы — Вальтер Мюллер (Walther Müeller) и К. Ф. Шмидт, литография — E. Gunther. 
Четвёртый том, первоначально намеченный к выпуску, никогда не издавался. Позднее в США была опубликована аналогичная книга, её иногда и отождествляют с четвёртым томом.

## Примеры иллюстраций

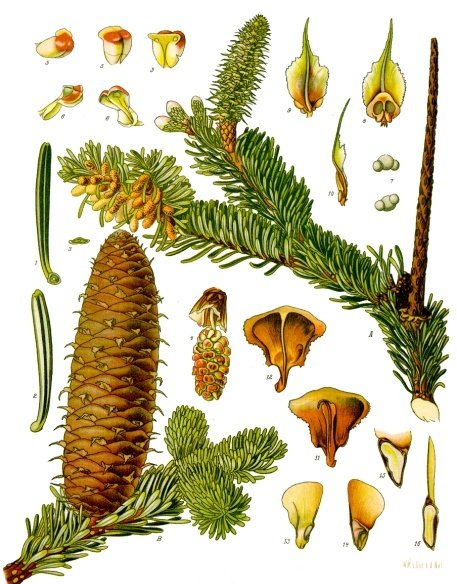
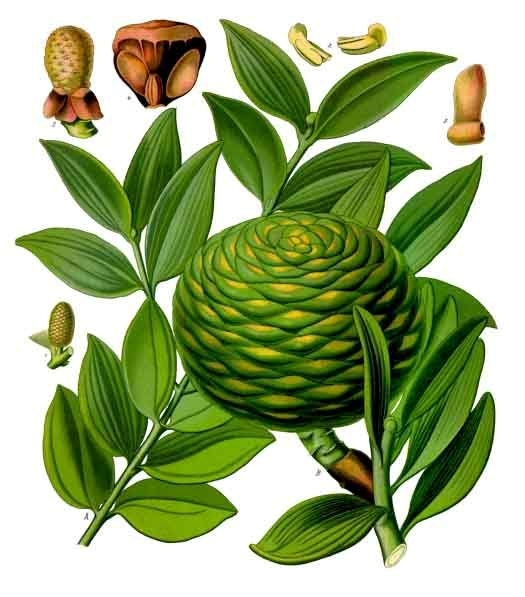
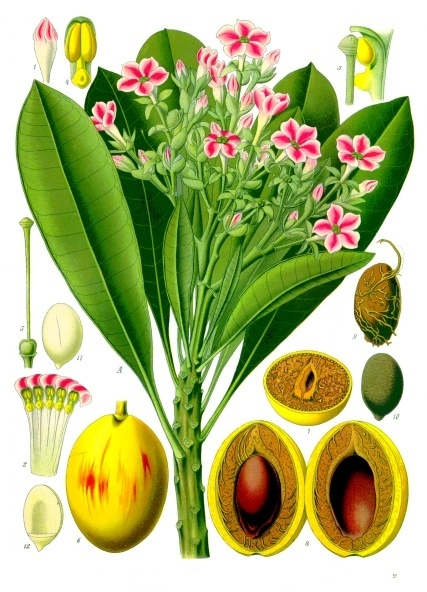
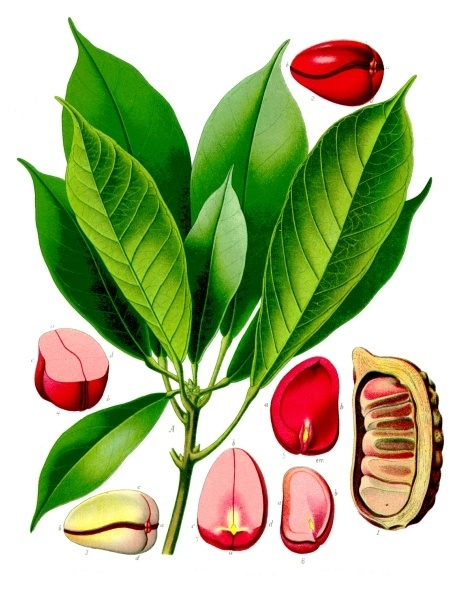
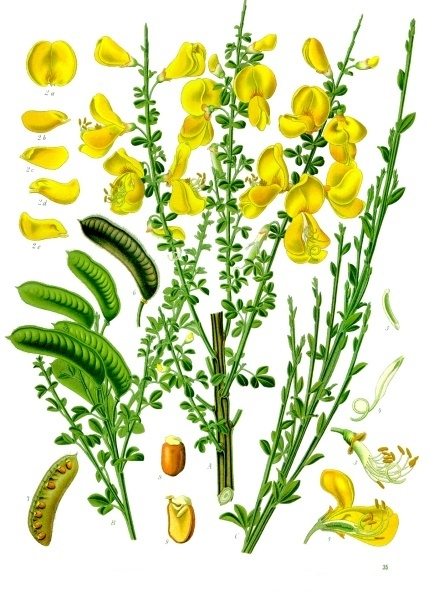
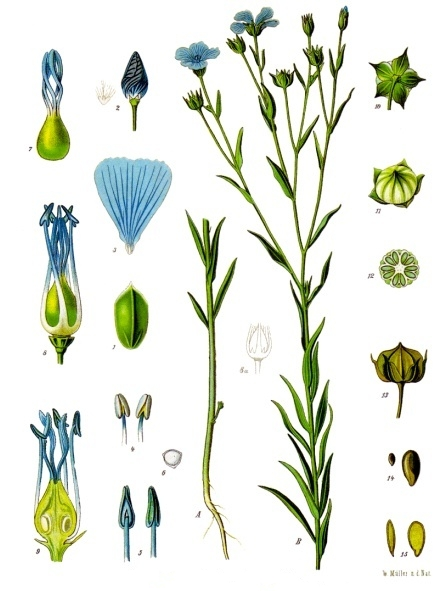
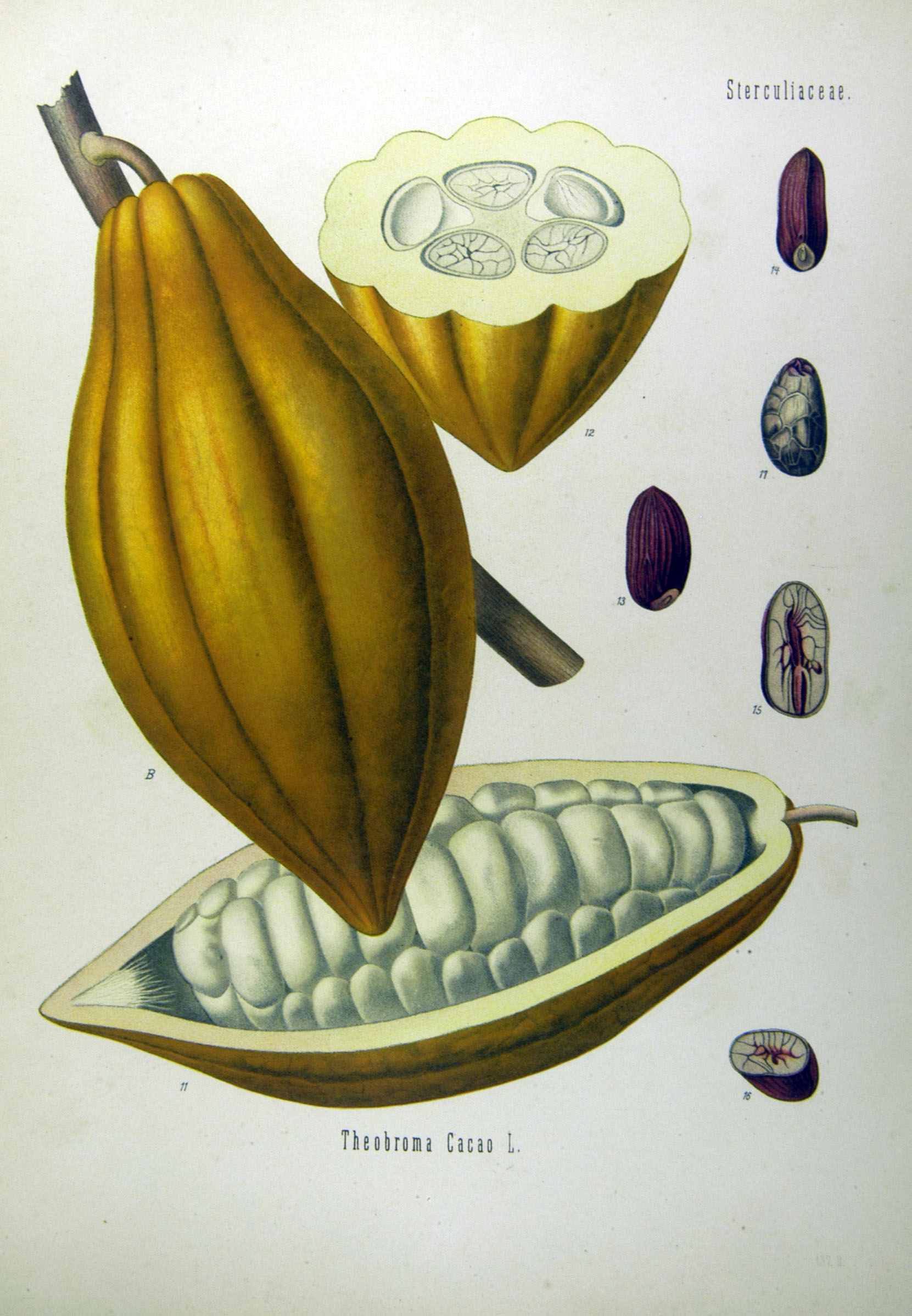
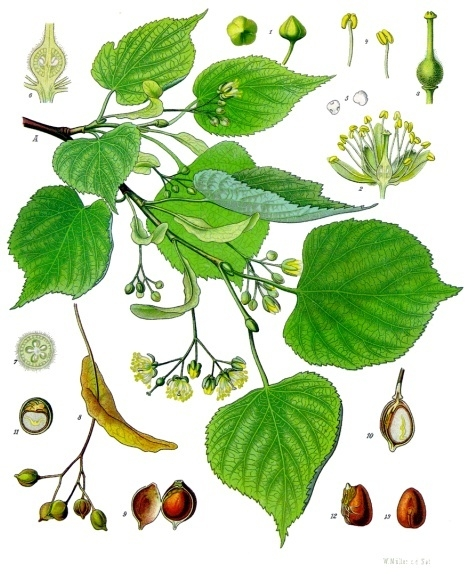

- Abies alba — Пихта белая
- Agathis dammara — Агатис даммара
- Cerbera tanghin — Тангиния
- Cola acuminata — Кола заострённая
- Cytisus scoparius — Ракитник венечный
- Linum usitatissimum — Лён обыкновенный
- Theobroma cacao — Какао
- Tilia cordata — Липа сердцевидная